# Кубок Европы по горному бегу 1996
2-й Кубок Европы по горному бегу прошёл 13 июля 1996 года в деревне Лланберис (Уэльс). Участники соревновались в дисциплине горного бега «вверх-вниз». Разыгрывались 4 комплекта наград: по два в индивидуальном и командном зачётах среди мужчин и женщин.
Соревнования прошли в рамках одного из старейших стартов в горном беге — Snowdon Race. Впервые забег состоялся в 1976 году, трасса все эти годы оставалась неизменной. Участники стартовали в Лланберисе, взбирались на самую высокую гору Уэльса Сноудон (1085 метров над уровнем моря), после чего повторяли путь в обратную сторону. Женская трасса Кубка Европы 1996 года была уменьшена до 12 км, участницы поворачивали в сторону финиша через 6 км после старта.
На старт вышли 78 бегунов (47 мужчин и 31 женщина) из 14 стран Европы. Каждая страна могла выставить до 4 человек в мужской забег и до 3 человек — в женский. Сильнейшие в командном первенстве определялись по сумме мест трёх лучших участников у мужчин и двух лучших — у женщин.
Забеги прошли в сложных погодных условиях. Участникам мешал сильный встречный ветер на первой половине дистанции и дождь, не прекращавшийся весь день. Лучше всего с дистанцией и природными факторами смогли справиться бегуны из Франции. Жайме Мендеш и Изабель Гийо выиграли индивидуальные забеги, а мужская сборная взяла золото в командном зачёте, нанеся редкое поражение спортсменам из Италии.

## Призёры
Курсивом выделены участники, чей результат не пошёл в зачёт команды.

### Мужчины
| Дисциплина                              | Золото                                                                   | Золото  | Серебро                                                                | Серебро  | Бронза                                                       | Бронза   |
| --------------------------------------- | ------------------------------------------------------------------------ | ------- | ---------------------------------------------------------------------- | -------- | ------------------------------------------------------------ | -------- |
| 16,09 км перепад высот: +1085 м −1085 м | Жайме Мендеш Франция                                                     | 1:03.16 | Тьерри Бревиль Франция                                                 | 1:03.32  | Лучо Фрегона Италия                                          | 1:04.00  |
| 16,09 км (команды)                      | Франция · Жайме Мендеш · Тьерри Бревиль · Филипп Сирье · Доминик Шовелье | 8 очков | Италия · Лучо Фрегона · Данило Бозио · Джино Канева · Массимо Галлиано | 19 очков | Англия · Марк Кинч · Крейг Робертс · Иен Холмс · Билли Бёрнс | 29 очков |

### Женщины
| Дисциплина      | Золото                                                      | Золото  | Серебро                                                      | Серебро | Бронза                                            | Бронза   |
| --------------- | ----------------------------------------------------------- | ------- | ------------------------------------------------------------ | ------- | ------------------------------------------------- | -------- |
| 12 км           | Изабель Гийо Франция                                        | 53.09   | Мария Грация Роберти Италия                                  | 53.22   | Нивес Курти Италия                                | 53.59    |
| 12 км (команды) | Италия · Мария Грация Роберти · Нивес Курти · Мирела Кабоди | 5 очков | Франция · Изабель Гийо · Эвелин Мюра · Мартина Жаверзак-Пайе | 7 очков | Англия · Сара Роуэлл · Люси Райт · Андреа Пристли | 15 очков |

## Медальный зачёт
Медали завоевали представители 3 стран-участниц.
 Принимающая страна
| Место | Страна  | Золото | Серебро | Бронза | Всего |
| ----- | ------- | ------ | ------- | ------ | ----- |
| 1     | Франция | 3      | 2       | 0      | 5     |
| 2     | Италия  | 1      | 2       | 2      | 5     |
| 3     | Англия  | 0      | 0       | 2      | 2     |
| Всего | Всего   | 4      | 4       | 4      | 12    |